# Федерико Маркети
Федерико Маркети (на италиански: Federico Marchetti) е италиански футболист, вратар, който играе за Дженоа.

## Кариера

### Ранна
Маркети е юноша на Торино. Професионалния си дебют прави в Про Верчели. Прекарва сезон 2003/04 в Кротоне, където е втори вратар, а след това и в Тревизо, като не играе в нито един мач. През пролетта на 2005 г. отново е в Про Верчели.

### Албинолефе
През 2005 г. Торино печели промоция за Серия А, но обявява фалит и е основан нов отбор, който започва на мястото на стария, като всички футболисти са свободни. Маркети подписва с Албинолефе и заминава за Билезе в сделка за съсобственичество. През юни 2006 г. започва с Албинолефе като е резерва. В първия си сезон има 13 мача, а от 2007/08 е титуляр. Печели и наградата за вратар на сезона на Серия Б.

### Каляри
През юли 2008 г. Каляри го взима под наем с опцията да закупи 50% от правата му. През сезона в Серия А е титуляр и Джанлуиджи Буфон го определя като най-добрия млад вратар. На 1 февруари 2010 г. Каляри откупува и другата част от правата му. През остатъка от сезон 2010/11 е изваден от състава и иска да напусне, но Каляри отказва да го пусне. Маркети става трети вратар след Микаел Агаци и Иван Пелицоли. Завръща се в групата за мача с Дженоа, но остава на пейката.

### Лацио
През 2011 г. Лацио го закупува за сумата от €5.2 млн. Маркети определя смяната на клубния си отбор като „край на един кошмар“. Несменяем титуляр е в отбора, като през сезон 2011/12 Лацио завършва на 4-то място в Калчото. На 26 май 2013 г. печели Копа Италия в историческо дерби с Рома.

## Отличия

### Лацио
- Носител на Копа Италия (1): 2013

### Индивидуални
- Най-добър вратар на сезона на Серия Б (1): 2007/08